# Hjalmar Olson (direktör)
Otto Hjalmar Olson, född 24 december 1902 i Eskilstuna, död 1 april 1990 i Gustavsberg, var en svensk företagsledare. 
Hjalmar Olson var son till bokbindaren Johan Oscar Olson. Han började som fjortonåring arbeta inom eskilstunaindustrin och studerade samtidigt vid Eskilstuna maskinfackskola. Sedan han genomgått denna, bedrev han specialstudier i kemi och företog på stipendium en studieresa till Tyskland 1922–1923. Efter att 1926–1929 ha varit ingenjör i fälstspatfirman Jonn H. Olson i Köping och dessutom 1928–1929 på nytt studerat vid tyska industrier anställdes Olson 1929 som driftsledare vid Gustavsbergs porslinsfabrik. Då Kooperativa förbundet 1937 köpte företaget utsågs Olson till dess VD, vilken befattning han hade till 1968. Han var vidare vice styrelseordförande i LKAB 1962–1973, VD för Strebelverken i Västervik från 1947, för Mälardalens tegelbruk från 1947 och för AB Centrifugalrör i Oxelösund från 1948. Under Olsons ledning upptogs vid Gustavsberg förutom den tidigare porslinstillverkningen produktion av sanitetsporslin, elporslin, emaljerade stålbadkar och plastsaker. Han blev 1942 ledamot av Kungliga Ingenjörsvetenskapsakademien där han var andre vice preses 1954–1956 och utsågs till förste hedersledamot 1963. Han promoverades 1962 till teknologie hedersdoktor vid Kungliga Tekniska högskolan i Stockholm. Hjalmar Olson är begravd på Hammarby kyrkogård i Södermanland.